# 茨城県道208号長沖藤代線

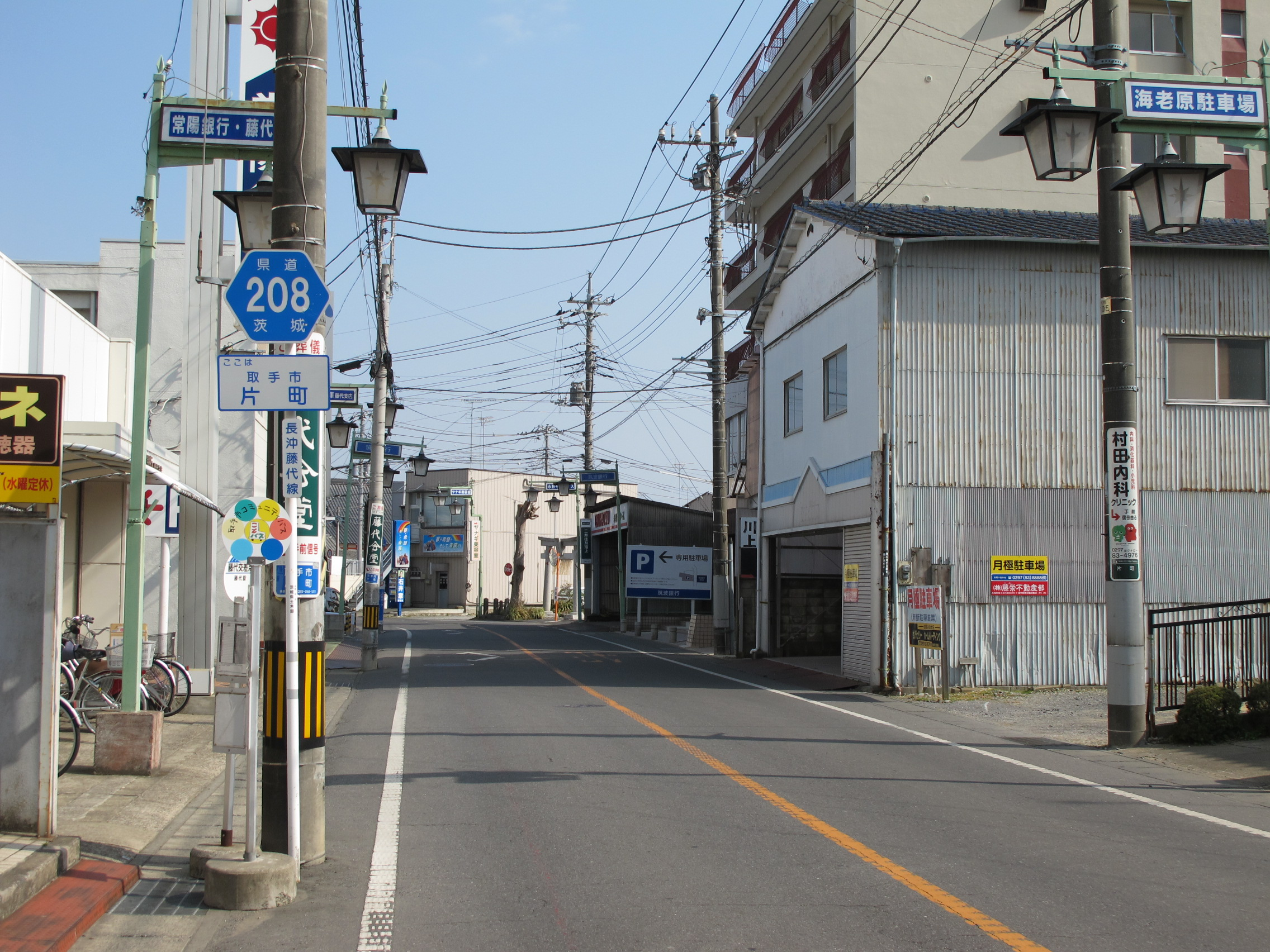
茨城県道208号長沖藤代線
取手市片町（2013年3月）

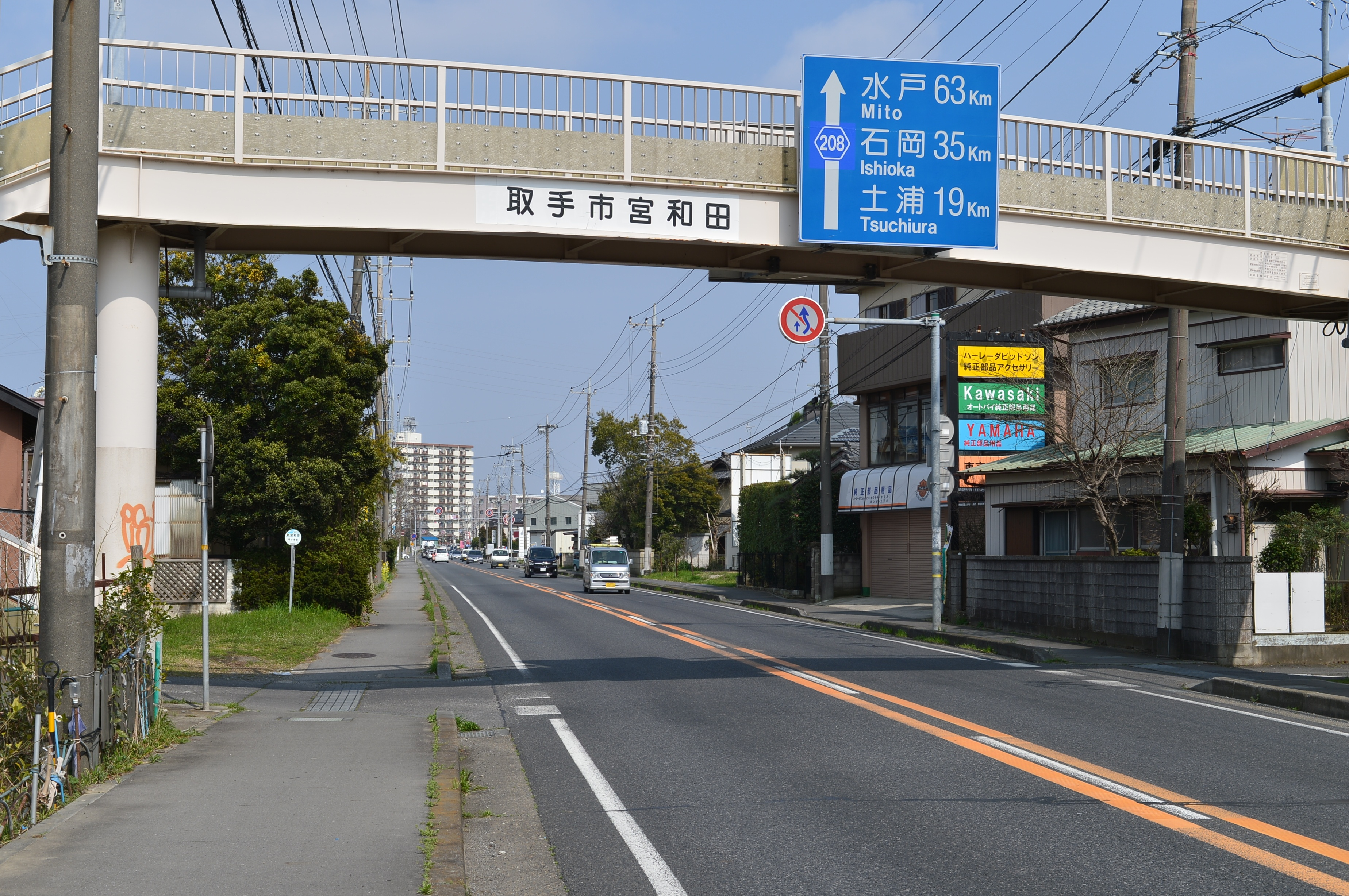
取手市宮和田の旧国道6号から降格した区間。（2016年3月）

茨城県道208号長沖藤代線（いばらきけんどう208ごう ながおきふじしろせん）は、茨城県龍ケ崎市から取手市に至る一般県道である。

## 概要
龍ケ崎市長沖町から小貝川を高須橋で渡り、取手市藤代市街を経由して同市小浮気までを結ぶ、延長約12キロメートル (km) の路線。藤代の片町交差点 - 小浮気交差点の区間と片町交差点 - 八間堰交差点（龍ケ崎市）は、国道6号の旧道が本路線へ移管された区間である。

### 路線データ
- 起点：茨城県龍ケ崎市長沖町（茨城県道4号千葉竜ヶ崎線交点）[1]
- 終点：茨城県取手市小浮気747番1地先（国道6号交点、小浮気交差点）[2]
- 支線：茨城県取手市片町（片町交差点） - 龍ケ崎市佐貫町（八間堰交差点、国道6号交点）[3]
- 総延長：12.135 km[4]
- 重用延長：なし[4]
- 未供用延長：なし[4]
- 実延長：12.135 km[4]
- 自動車交通不能区間延長[注釈 1]：なし[4]
- 幅員
  - 取手市藤代跨線橋付近：17 - 31.8 m（車道部6.0 m / 2車線）[5]

## 歴史
1959年（昭和34年）10月14日、新たな県道として竜ケ崎市長沖町を起点とし、北相馬郡藤代町を終点とする区間を本路線とする県道長沖藤代線として茨城県が県道路線認定した。
1995年（平成7年）に整理番号208となり現在に至る。

### 年表
- 1923年（大正12年）4月1日：現在の路線の前身である布川相馬線が路線認定される[6]。
- 1959年（昭和34年）10月14日
  - 現在の路線が路線認定される（図面対照番号219）[7]。
  - 道路の区域は、竜ケ崎市長沖町の主要地方道千葉竜ヶ崎線分岐から北相馬郡藤代町大字藤代の一級国道六号線（現：国道6号旧道）交点までと決定された[1]。
- 1971年（昭和46年）6月28日：竜ケ崎市高須町 - 北相馬郡藤代町字寺耕地（現：龍ケ崎市高須、1.347 km）を拡幅改良供用[8]。
- 1977年（昭和52年）4月26日：千葉竜ヶ崎線バイパス開通に伴い、竜ケ崎市長沖新田（長沖新田交差点） - 同市長沖（沖洲橋東交差点）の千葉竜ヶ崎線旧道586 m区間を編入[9]。
- 1987年（昭和62年）1月12日：竜ヶ崎市大字長沖町（主要地方道千葉竜ヶ崎線交点・現起点） - 同市長沖町（沖須橋東交差点）間を供用開始[10]。
- 1994年（平成6年）12月19日：竜ヶ崎市長沖新田町（長沖新田交差点） - 同市長沖町（沖須橋東交差点）の旧道（延長540 m）が指定解除により市道に降格[11]。
- 1995年（平成7年）3月30日：整理番号が整理番号275から現在の番号（整理番号208）に変更される[12]。
- 1998年（平成10年）7月9日：北相馬郡藤代町大字平野から同郡同町大字藤代（国道6号・藤代庁舎東交差点）までバイパス（1.66 km）を新設する道路区域が決定する[13]。
- 2002年（平成14年）3月27日：北相馬郡藤代町大字押切 - 大字宮和田の一部バイパス区間が開通[14]。
- 2008年（平成20年）3月21日：国道6号藤代バイパスの開通を受けて、国道6号旧道区間の一部である取手市片町（片町交差点） - 同市谷中（谷中交差点）の延長1.32kmを編入して路線を延伸する[15]。
- 2012年（平成24年）
  - 3月30日：取手市藤代南一丁目 - 同市宮和田のバイパス一部区間が開通する[16]。
  - 7月15日：取手市藤代（藤代庁舎東交差点 - JR常磐線：約0.2 km） バイパスの一部区間が開通する[17]。
  - 11月16日：取手市藤代南一丁目 - 同市藤代のバイパスの一部区間（藤代陸橋）が開通する[17][5]。
- 2015年（平成27年）3月26日
  - 国道6号取手バイパスの取手市谷中（谷中交差点） - 同市小浮気（小浮気交差点）の451 m区間が、国土交通省より茨城県管理の本路線に移管される[2]。
  - 国道6号現道の取手市片町（片町交差点） - 龍ケ崎市佐貫町（八間堰交差点）の2.355 km区間が、国土交通省より茨城県管理の本路線に移管される[3]。

## 路線状況
平成9年度から、取手市藤代のJR常磐線藤代駅の西側に同市街地を迂回するバイパス（都市計画道路 内大圦線）の整備がすすめられており、南端は現道に接続される計画である。2012年（平成24年）11月16日にはJR常磐線を跨ぐ藤代跨線橋が開通している。
道路法の規定に基づき、取手市藤代（取手市道交差） - 同（藤代庁舎東交差点）および、取手市藤代南（一般県道藤代停車場線交差） - 同市藤代（藤代庁舎東交差点）間は、緊急輸送道路として機能を維持するため、災害発生時の被害拡大防止を目的に道路用地内に電柱を建てることが制限されている。

### 道路施設
- 沖須橋（旧小貝川、龍ケ崎市長沖町 - 高須町）
龍ケ崎市の旧小貝川に架かる桁橋。拡幅改良に伴う架け替えにより平成元年3月竣工。1989年（平成元年）6月12日開通[19]。
- 高須橋（小貝川・昭和46年3月竣功、取手市高須）
- 藤代陸橋（JR常磐線、取手市藤代南1丁目 - 同市藤代）
藤代市街地を南北に分断するJR常磐線に架かる橋長171mの跨線橋。藤代駅の西側に位置し、都市計画道路 中内大圦線の整備事業の一環として2012年（平成24年）11月竣工・開通。
- 文巻橋（小貝川、取手市宮和田 - 新川）

## 地理

### 通過する自治体
- 茨城県
  - 龍ケ崎市 - 取手市

### 交差する道路
- 茨城県道270号藤代停車場線（取手市宮和田）
- 茨城県道210号谷田部藤代線（取手市藤代、庁舎東交差点）
- 茨城県道251号守谷藤代線（同上）
- 茨城県道229号取手谷中線（取手市谷中）
- 茨城県道5号竜ヶ崎潮来線（龍ケ崎市小通幸谷町、支線上）

### 沿線
- JR常磐線
  - 藤代駅（取手市宮和田）
- 取手市役所藤代庁舎（取手市藤代）
- 取手市立宮和田小学校（取手市藤代南3丁目）
- 取手市立桜が丘小学校（取手市桜が丘2丁目）